# 梅里尼亚克 (滨海夏朗德省)
梅里尼亚克（法語：Mérignac，法語發音：[meʁiɲak]）是法国滨海夏朗德省的一个市镇，位于该省东南部，属于容扎克区。

## 地理
梅里尼亚克（45°19'24"N, 0°17'44"W）面积4.41 平方千米，位于法国新阿基坦大区滨海夏朗德省，该省份为法国西部滨海省份，北起旺代省，西临大西洋，南至吉倫特省，东南接多爾多涅省，东北接德塞夫勒省接壤，东临夏朗德省。
与梅里尼亚克接壤的市镇（或旧市镇、城区）包括：尚蒂亚克、梅萨克、勒潘、波米耶-穆隆、苏穆兰。

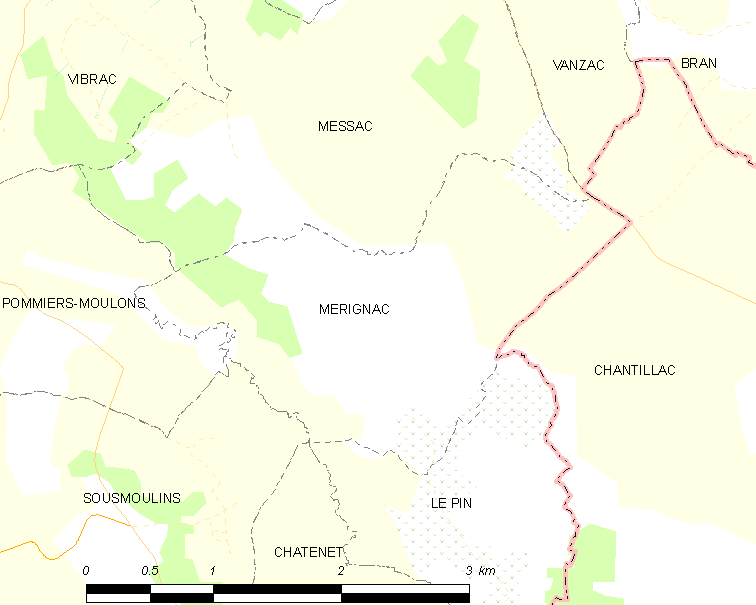
的OSM定位图

梅里尼亚克的时区为UTC+01:00、UTC+02:00（夏令时）。

## 行政
梅里尼亚克的邮政编码为17210，INSEE市镇编码为17229。

## 政治
梅里尼亚克所属的省级选区为三山县。

## 人口

1962-2008年间人口变化图示

梅里尼亚克于2022年1月1日时的人口数量为235人。